# Mont-roig
Mont-roig  es una localidad española del municipio de Els Plans de Sió, perteneciente a la provincia de Lérida, en la comunidad autónoma de Cataluña.

## Historia
Hacia mediados del siglo XIX, el lugar, por entonces perteneciente al municipio de Pallargas, tenía contabilizada una población de 47 habitantes. Aparece descrito en el decimoprimer volumen del Diccionario geográfico-estadístico-histórico de España y sus posesiones de Ultramar de Pascual Madoz de la siguiente manera:

MONROIG: l. del distrito municipal de Pallargas, en la prov. de Lérida (7 leg.), part. jud. de Cervera (1 1/2), aud. terr. y c. g. de Barcelona (16), dióc. de Seo de Urgel (14): está sit. en una llanura; clima templado y sano. Consta de 21 casas inclusa la municipal, 2 calles irregulares, una pequeña plaza, escuela de primeras letras concurrida por unos 50 ó 60 niños que satisfacen al maestro una retribucion convencional, igl. bastante capaz y de construccion moderna, bajo la advocacion de Ntra. Sra. de la Asuncion, sufragánea de la parr. de Pallargas y cementerio inmediato á la igl. hacia el N.; tambien hay una fuente algo separada del pueblo, que abastece al vecindario. Confina el term. por el N. con la rivera de Sió; E. Pelagalls; S. Figuerosa y Cunill, y O. Bellvé. El terreno por lo general es regular, parte de secano y el resto de buena calidad, y regado por las aguas de la rivera de Sió, no lejos del pueblo pasa la carretera que conduce de Cervera á Agramunt, y otro camino también carretero que se dirige á Tárrega: los demas caminos comunican con los pueblos circunvecinos, y todos se hallan en regular estado. La correspondencia se recibe de la adm. de Cervera. prod.: trigo, centeno, cebada, vino, legumbres, aceite y algunas hortalizas; cria ganado lanar y vacuno para la labranza, exportan frutos sobrantes á los mercados de Cervera, Agramunt, Tárrega y Guisona. pobl.: 14 vec., 47 alm. riqueza imp.: 46,606 rs. contr.: el 14'48 por 100 de esta riqueza.
(Madoz, 1848, p. 512)

En la actualidad forma parte del municipio de Els Plans de Sió. En 2022, la entidad singular de población tenía empadronados 56 habitantes y el núcleo de población 48 habitantes.